# Обрізання Христове
Обрізання Господнє (грец. ή Περιτομή τοϋ Κυρίου, лат. Circumcisio Domini) — Євангеліївська подія вчинення над Немовлям Ісусом юдейського обряду обрізання, а також одне з найдавніших і найважливіших церковних свят, що відзначається на спогад цієї події християнами католицької і православної церков 1 січня.

## Богословське значення
Свідоцтва про святкування Обрізання Господнього у Східній Церкві починаються з IV століття. На восьмий день після народження немовля Ісус, за законами Старого Заповіту, прийняв обрізання, встановлене для всіх єврейських немовлят чоловічої статі в знак Заповіту Бога з праотцем Авраамом і єврейським народом:

Ти і все твоє потомство, майбутні покоління твоїх нащадків, повинні дотримуватися моєї угоди. Ось угода між мною і тобою, якої маєш дотримуватись ти і твоє потомство: кожен чоловік серед вас мусить бути обрізаний. У вас буде обрізана крайня плоть, і це стане знаком угоди між мною і вами. Кожен хлопчик, якому сповниться вісім днів,— кожен, хто народиться у твоєму домі, і кожен, хто куплений у чужинця й не належить до твого потомства,— буде обрізаний; так робитимете з покоління в покоління. Кожен чоловік, народжений у твоєму домі чи куплений тобою, має бути обрізаний. Цей знак на вашому тілі буде доказом моєї угоди, укладеної на віки. Якщо ж в якогось чоловіка не буде обрізана крайня плоть, то він буде знищений з-посеред народу. Він порушив мою угоду.
—  Буття   17: 10  -14
При здійсненні цього обряду Божественному Немовляті було дано ім'я Ісус (Спаситель), що було провіщено Архангелом Гаврилом ще в день Благовіщення Пресвятій Діві Марії:

Коли ж виповнились вісім день, щоб обрізати Його, то Ісусом назвали Його, як був Ангол назвав, перше ніж Він в утробі зачався.
—  Лк   2: 21
.
За тлумаченням Отців Церкви, Господь, Творець закону, прийняв обрізання, даючи приклад, як людям слід неухильно виконувати Божественні закони («Не думайте, що Я прийшов порушити закон або пророків: не порушити прийшов Я, але виконати»(Мт.  5: 17).
Святитель Димитрій Ростовський писав: «В обрізанні Владика наш явив більше смирення, ніж в народженні Своєму: в народженні Він прийняв образ людини…, в обрізанні ж Він прийняв образ грішника, як грішник зазнаючи біль, покладену за гріх».
Свято Обрізання Господнього нагадує християнам, що вони вступили в Новий Завіт з Богом і «обрізані обрізанням нерукотворним, скинувши людське тіло гріховне в Христовім обрізанні» (Кол. 2: 11).

## Зауваження
1. ↑  Деякими православними церквами святкується 1 (14) січня за юліанським календарем, зокрема Єрусалимською, Російською, Сербською, Грузинською, Польською і Македонською православними церквами.